# 1967 у кіно

## Події
- 27 квітня — 12 травня — 20-й Каннський міжнародний кінофестиваль, Канни, Франція.
- 23 червня — 4 липня — 17-й Берлінський міжнародний кінофестиваль, Західний Берлін.
- 29 липня — 12-та церемонія вручення кінопремії «Давид ді Донателло», Таорміна, Італія.
- 26 серпня-8 вересня — 28-й Венеційський міжнародний кінофестиваль, Венеція, Італія.

## Фільми

### Світове кіно
- Денна красуня /  (реж. Луїс Бунюель)
- Самі свої /  (реж. Сильвестер Хенцінський)
- Цар Едіп /   (реж. П'єр Паоло Пазоліні)

### Радянські фільми
- Женя, Женечка і «Катюша»
- Кавказька полонянка, або нові пригоди Шурика
- Туманність Андромеди

### УРСР
- Десятий крок

## Персоналії

### Народилися
- 28 квітня — Клас Банг, данський актор театру, кіно і телебачення, музикант.
- 27 травня — Шукшина Марія Василівна, радянська і російська кіноактриса, телеведуча.
- 20 червня — Ніколь Кідман, австралійська й американська акторка.
- 18 липня — Він Дізель, американський актор, сценарист, режисер та продюсер.
- 25 липня — Метт Леблан, американський актор, найбільш відомий роллю Джо Тріббіані в телесеріалі «Друзі» (1994—2004), а також у його продовженні «Джої» (2004—2006).
- 26 липня:
  - Олів'є Даан, французький кінорежисер і сценарист.
  - Джейсон Стейтем, англійський актор.
- 24 жовтня — Сергій Юрченко, український співак, композитор, актор дубляжу.
- 14 листопада — Войчук Михайло Дмитрович, український актор театру, кіно та дубляжу, диктор, телерадіоведучий.

### Померли
- 8 січня — Микола Охлопков, радянський актор театру і кіно, режисер, педагог, народний артист СРСР (1948).
- 27 січня — Ковальчук Олександр Петрович, український кінооператор.
- 6 лютого — Мартін Кароль, французька акторка театру і кіно.
- 15 лютого — Антоніо Морено, американський кіноактор.
- 9 березня — Нікулін Лев Веніамінович, російський радянський письменник, сценарист.
- 17 березня — Козачковський Доміан Іванович, український актор і режисер.
- 7 квітня — Драга-Сумарокова Валерія Францівна, радянська і українська акторка театру і кіно.
- 30 квітня — Маєр Іунія Григорівна, радянський український художник кіно, художник по костюмах.
- 11 травня — Шейнін Лев Романович, радянський юрист, письменник і кіносценарист.
- 29 травня — Георг Вільгельм Пабст, австрійський кінорежисер.
- 30 травня — Клод Рейнс, англо-американський актор.
- 7 червня:
  - Дороті Паркер, американська письменниця, сценаристка, критик, сатирик (нар. 1893).
  - Дмоховський Борис Михайлович, російський радянський актор та режисер театру і кіно.
- 10 червня — Спенсер Трейсі, американський актор.
- 16 червня — Реджинальд Лі Денні, англійський сценічний, кіно і телевізійний актор.
- 21 червня — Безіл Ретбоун, англійський актор.
- 26 червня — Франсуаза Дорлеак, французька акторка театру, кіно та телебачення.
- 8 липня — Вів'єн Лі, англійська акторка.
- 12 липня — Ермлер Фрідріх Маркович, радянський режисер, сценарист.
- 9 серпня — Антон Волбрук, австрійський актор (нар. 1896).
- 13 серпня — Джейн Дарвелл, американська акторка (нар. 1879).
- 25 серпня — Пол Муні, американський артист кіно й театру.
- 30 жовтня — Жульєн Дювів'є, французький кінорежисер, сценарист, продюсер.
- 8 листопада — Вів'єн Лі, англійська акторка.
- 9 листопада — Чарльз Бікфорд, американський актор театру, кіно та телебачення (нар. 1891).
- 4 грудня — Берт Лар, американський актор та комік.
- 11 грудня — Говард Фрімен, американський актор театру та кіно, продюсер.
- 21 грудня — Поліцеймако Віталій Павлович, радянський російський актор театру і кіно.
- 22 грудня — Джобіна Ролстон, американська акторка німого кіно.